# Luci Marci Filip (cònsol 91 aC)
Luci Marci Filip (en llatí: Lucius Marcius Q. f. Q. n. Philippus) va ser un magistrat romà dels segles II - I aC. Formava part de la gens Màrcia, d'origen plebeu.
De jove no va aconseguir ser nomenat tribú militar, però després va aconseguir arribar a tots els alts càrrecs de l'estat. Va ser tribú de la plebs l'any 104 aC i va presentar una llei agrària de la que no es coneixen detalls, però que es recorda per l'habilitat del discurs que va fer en la seva defensa. Sembla estava destinada a donar-li popularitat, però no ho va aconseguir i no va insistir en la seva presentació.

## Cònsol
L'any 100 aC va ser un dels homes distingits que va agafar les armes contra Saturní. Als comicis pel 93 aC era candidat al consolat però va ser derrotat per Herenni. Va ser elegit dos anys després i va ser cònsol el 91 aC amb Sext Juli Cèsar. En aquest any el tribú de la plebs Marc Livi Drus va introduir importants lleis que tenien per objecte reconciliar al poble i als partits senatorial o aristocràtic, com ara la distribució de gra, els repartiments de terreny públic i la implantació de noves colònies a Itàlia i a Sicília. Filip, del partit popular, era enemic personal de Drus, i es va oposar a aquestes lleis entrant en conflicte amb el senat. Es van produir seriosos disturbis i Filip va arribar a dir que feia falta un nou senat. Això va despertar la indignació del jurista Luci Licini Cras, que va fer un dels seus millors discursos al senat i on va dir que Marci Filip no podia ser el seu cònsol i que es negava a reconèixer-lo com a senador. Al fòrum es van produir les majors violències quan Filip va adoptar totes les mesures possibles per impedir l'adopció de les lleis de Drus. Finalment el tribú va ordenar empresonar al cònsol i l'orde va ser executada amb violència extrema, de manera que el cònsol va quedar ferit i sagnant. Les lleis del tribú van ser aprovades.
Després d'això, diverses tendències que s'havien unit a Drus per l'aprovació de les lleis van començar a actuar pel seu compte. Les lleis de Drus van esdevenir una amenaça pel senat i Filip llavors es va reconciliar amb els senadors i com que era àugur es va poder emetre un senatusconsultum que declarava nul·les les lleis de Drus per haver estat fetes contra els auspicis. Del seu consolat ja no queden més referències.
Més tard se sap que va recomanar reclamar Egipte que hauria estat llegat a Roma pel rei Ptolemeu X Alexandre I (88 aC). L'any 86 aC va ser censor amb Marc Perpenna i va expulsar al seu oncle Api Claudi del senat.

## Guerra civil romana
No va prendre part a la guerra civil entre Màrius i Sul·la. Encara que suposadament popular, ara estava proper a Sul·la i els aristòcrates. Ciceró diu que afavoria els optimats però com que es va quedar a Roma durant la usurpació de Cinna i no va ser molestat pels populars, es pot considerar que era neutral.
Va afavorir a Sul·la i a la mort d'aquest es va oposar a cap canvi constitucional, especialment els que volia fer Lèpid (78 aC), però aviat va passar a donar suport a Pompeu, llavors enemic dels aristòcrates. Va reclamar encarregar a Pompeu la guerra a Hispània contra Sertori. Probablement era amic personal de Gneu Pompeu al que havia defensat l'any 86 aC quan va ser acusat d'apropiar-se de part del botí fet a Asculum durant la guerra social (90 aC i 89 aC). Filip ja havia mort quan Pompeu va tornar d'Hispània.

## Orador
Va ser un dels oradors més distingits del seu temps i la seva reputació encara era viva en temps d'August. Ciceró diu que era inferior a Luci Licini Cras i Antoni l'orador, però a cap més. Quan parlava ho feia amb molta llibertat i enginy. Tenia una gran inventiva i era clar en el desenvolupament de les seves idees. En les discussions era enginyós i sarcàstic. Estava familiaritzat amb la literatura grega d'aquella època. Utilitzava la improvisació, i quan s'aixecava per parlar, sovint no sabia amb quines paraules havia de començar. De vell, escoltava amb menyspreu i amb ira els estudiats discursos de Quint Hortensi Hòrtal. Filip va ser un home d'hàbits luxosos, que la seva riquesa li permetien satisfer: els seus estanys de peixos van ser especialment celebrats per la seva magnificència i extensió, i eren comentats pels epicuris que els coneixien.
Va deixar un fill, Luci Marci Filip, i un fillastre, Luci Gel·li Publícola.